# لي سارس لي بويز
لي سارس لي بويز (بالفرنسية: Sars-le-Bois)‏ هي بلدية تقع في إقليم باد كاليه من منطقة نور با دو كاليه في شمال فرنسا. تبلغ مساحة هذه المدينة 2.39 (كم²)، وترتفع عن سطح البحر 136 م، يبلغ عدد سكانها 66 نسمة حسب إحصاء المعهد الوطني للإحصاء والدراسات الاقتصادية سنة 2009 م. وترأس Albert Locquet البلدية خلال فترة (2008-2014).